# Sân bay Mayor General FAP Armando Revoredo Iglesias
Sân bay Mayor General FAP Armando Revoredo Iglesias (Mã|CJA|SPJR), là một sân bay phục vụ cho vùng Cajamarca, Peru. Nó được điều hành bởi CORPAC S.A. (Corporación Peruana de Aeropuertos y Aviación Comercial S.A.), một tổ chức chính phủ - giám sát việc quản lý các sân bay Peru.

## Các hãng hàng không và điểm đến
| Hãng hàng không | Các điểm đến |
| --------------- | ------------ |
| JetSmart Perú   | Lima         |
| LATAM Perú      | Lima         |
| Star Perú       | Lima         |